# Fridrich Vilém ze Sommersbergu
Fridrich Vilém ze Sommersbergu (německy Friedrich Wilhelm von Sommersberg; 11. července 1698 Vratislav – 25. září 1756 Vratislav) byl slezský historik a básník.
Narodil se ve Vratislavi v rodině místního obchodníka. Navštěvoval zdejší gymnázium a poté v letech 1716–1719 univerzitu v Lipsku. Svá studia ukončil předčasně. V roce 1719 se ve Vídni oženil s Annou Kateřinou Schirrovou, praneteří Melchiora Goldasta, sběratele středověkých písemností Svaté Říše Římské.
Již od roku 1720 byl radním Olešnického knížectví. V roce 1723 se stal členem rady města Vratislavi. V této funkci působil po celý svůj život, mezi lety 1740–1747 byl dokonce starostou.

## Dílo
- Das glückseelige Schlesien (1719) – veršovaná oslava Karla VI.
- Silesia ante Piastum: Carmen epicum: elaboratum antea, iam recognitum et auctum (1720) – veršované dílo o dějinách Slezska
- Regnum Vannianum antiquam Silesiam complectens (1722) – historická práce o dějinách Slezska
- Tabulae Genealogicae ducum Superioris et Inferioris Silesiae (1723) – genealogie slezské šlechty
- Scriptorum rerum Silesiacarum (1729–1732) – sbírka slezských středověkých listin